# Teleki (Somogy)
Teleki est un village et une commune du comitat de Somogy en Hongrie.